# Yolka (cantora)
Elizabeta Val'demarovna Ivantsiv (em russo: Елизавета Вальдемаровна Иванцив, e em ucraniano: Єлизавета Вальдемарівна Іванців) é uma cantora ucraniana mais conhecida como Yolka (em russo: Ёлка, em ucraniano: Йолка, comumente transliterado também como Elka). Seu repertório inclui músicas de diversos gêneros musicais como Pop, R&B Contemporâneo, Rock alternativo, Soul e Reggae  entre outros.

## Biografia e carreira
Nascida em 2 de julho de 1982 na cidade de Uzhgorod (Ужгород, em ucraniano, comumente transliterado também como Uzhhorod), Yolka cresceu em uma família musical, sua mãe tocava 3 instrumentos e seu pai tinha laços com o jazz, além disso, seus avós cantavam no coro popular da Universidade de Transcarpathian, na Ucrânia.
Yolka, como foi apelidada, ingressou na escola de música como vocalista, mas não finalizou os estudos. Em sua confissão, ela disse que não desenvolveu relações com os professores: "Eu honestamente tentei uma faculdade de música para melhorar o desempenho vocal, mas esta tentativa fracassou. Tive alguns problema com todos, e então, depois de meio ano, saí.". Em meados da década de 1990, Yolka passou a fazer parte do grupo B&B de Uzhgorod, onde se apresentou como cantora  e de 2010 a 2012 foi jurada na versão ucraniana do programa X Factor.
Em 1990, Yolka conheceu o ator russo de teatro e cinema Sergei Astakhov (em russo: Сергей Астахов) com o qual se casou em 2010.

## Premiações
Yolka é três vezes vencedora do prêmio "Gramofone de Ouro" (Золотой граммофон em russo), em 2007 pela canção Мальчик-красавчик (Mal'chik-krasavchik, "Menino Bonito" em tradução livre), em 2011 pela canção Прованс e em 2012 pela canção Около тебя (Okolo tebya, "Acerca de ti", em tradução livre). Foi também nomeada para o prêmio RMA (MTV Russia Music Awards) do canal MTV. Ainda em 2011, Yolka tornou-se Cantora do Ano pela revista Glamour.
Em 2011, recebeu muita popularidade com a música Прованс (Provans), pela qual foi indicada em 2011 aos prêmios do canal russo Muz-TV (Муз-ТВ, em russo) nas categorias de "Melhor Canção", "Melhor Performer" e "Melhor Vídeo". Em 2012 tornou-se campeã em audiência nas rádios russas ultrapassando a marca de 1 milhão de vezes em que suas músicas foram tocadas, só a canção Около тебя cercou os 500 mil.